# Lyman (Mondkrater)
Lyman ist ein Einschlagkrater auf der Mondrückseite. 
Der Krater liegt im Süden der erdabgewandten Seite, nordöstlich des riesigen Kraters Schrödinger, zwischen Planck und Minnaert. In nördlicher Richtung trifft man auf Poincaré.
Der Kraterrand ist nur wenig erodiert, das Kraterinnere im Wesentlichen eben mit einem Gebirge in Zentrumsnähe. Die Entstehungszeit fällt in die spät-imbrische Periode.
Lyman hat vier Nebenkrater:
| Buchstabe | Position            | Durchmesser | Link |
| --------- | ------------------- | ----------- | ---- |
| P         | 67,07° S, 158,55° O | 13 km       |      |
| Q         | 68,2° S, 156,51° O  | 83 km       |      |
| T         | 64,28° S, 156,11° O | 59 km       |      |
| V         | 62,74° S, 152,88° O | 37 km       |      |

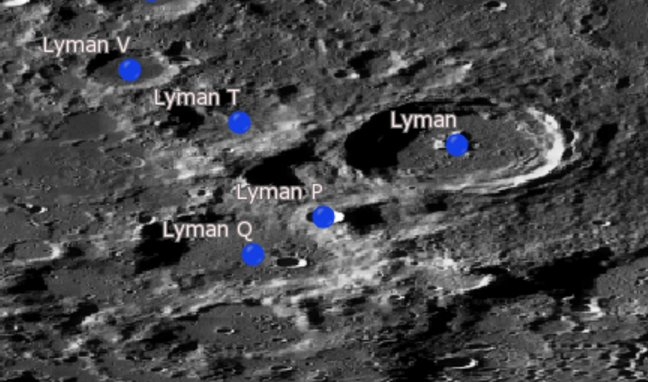
Lyman mit seinen Nebenkratern

Der Krater wurde 1970 von der IAU offiziell nach dem US-amerikanischen Physiker Theodore Lyman benannt.